# Pilosocereus polygonus
Pilosocereus polygonus (Lam.) Byles & G.D.Rowley, es una especie fanerógama perteneciente a la familia de las Cactaceae. 

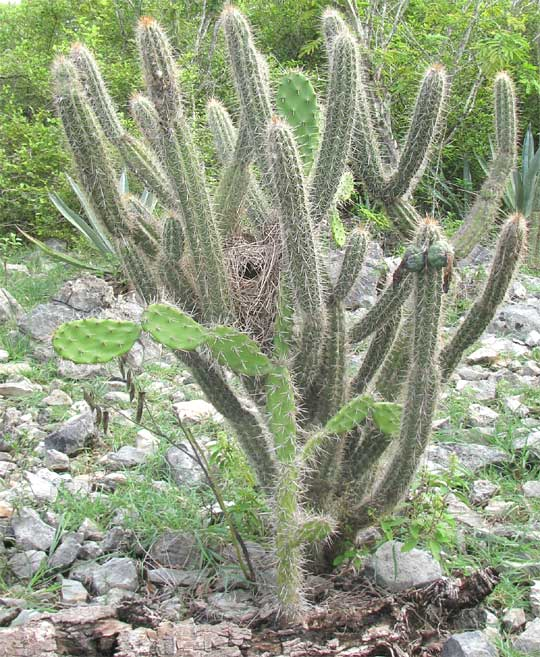
Vista de la planta

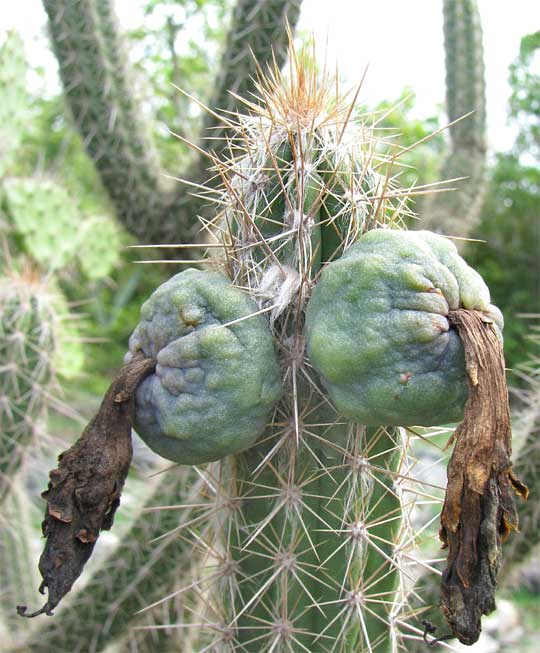
Frutos

## Distribución
Es endémica de Bahamas, Cuba, La Española, Jamaica, Puerto Rico y Florida.  Es una especie rara en las colecciones.

## Descripción
Pilosocereus polygonus crece con forma arbustiva o en forma de árbol y alcanza un tamaño  de 3 y 10 metros de altura. El tallo vertical o ascendente, de color azul a azul-verde tiene un diámetro de 5 a 10 cm. Tiene de 5 a 13 costillas estrechas con impresionantes surcos transversales presentes. Las espinas densas, extendidas son inicialmente de color amarillento y grisáceo después. No pueden distinguirse las espinas centrales y radiales. Las areolas están ocupadas por una densa lana blanca. Las flores son de 5 a 6 cm de largo y tienen diámetros de 2,5 a 5 centímetros. Los frutos son esféricos deprimidos.

## Taxonomía
Pilosocereus polygonus fue descrita por (Lam.) Byles & G.D.Rowley y publicado en Cactus and Succulent Journal of Great Britain 19(3): 67. 1957.
Etimología
Pilosocereus: nombre genérico que deriva de la  palabra  griega:
pilosus que significa "peludo" y Cereus un género de las cactáceas, en referencia a que es un Cereus peludo.
polygonus: epíteto
Sinonimia
- Cactus polygonus
- Cephalocereus polygonus
- Pilocereus robinii
- Cephalocereus robinii
- Pilosocereus robinii
- Cereus robinii
- Cephalocereus bahamensis
- Pilosocereus bahamensis
- Cephalocereus keyensis
- Pilosocereus keyensis
- Cereus brooksianus
- Pilosocereus brooksianus
- Cephalocereus deeringii
- Pilosocereus deeringii